# Quequenia gracilis
Quequenia gracilis är en djurart som tillhör fylumet slemmaskar, och som beskrevs av Moretto 1974. Quequenia gracilis ingår i släktet Quequenia och familjen Prosorhochmidae. Inga underarter finns listade i Catalogue of Life.